# Verordnung (EU) Nr. 604/2013 (Dublin III)
Die Verordnung (EU) Nr. 604/2013 des Europäischen Parlaments und des Rates vom 26. Juni 2013 zur Festlegung der Kriterien und Verfahren zur Bestimmung des Mitgliedstaats, der für die Prüfung eines von einem Drittstaatsangehörigen oder Staatenlosen in einem Mitgliedstaat gestellten Antrags auf internationalen Schutz zuständig ist, ist eine Verordnung der Europäischen Union, nach der der Mitgliedstaat bestimmt wird, der für die Durchführung eines Asylverfahrens zuständig ist. Die Verordnung tritt im Rahmen des Gemeinsamen Europäischen Asylsystems an die Stelle der Dublin-II-Verordnung und wird auch Dublin-III-Verordnung oder Dublin-Verordnung genannt. Sie ist am 19. Juli 2013 in Kraft getreten und auf Anträge auf internationalen Schutz anzuwenden, die ab dem 1. Januar 2014 gestellt werden.
Mit Ablauf des 30. Juni 2026 wird die Dublin-III-Verordnung aufgehoben und durch die Verordnung über Asyl- und Migrationsmanagement ersetzt.

## Geltungsbereich
Die Verordnung gilt in den Mitgliedstaaten der Europäischen Union außer Dänemark, in Norwegen, Island, der Schweiz und in Liechtenstein. In Dänemark gilt aufgrund eines Opt-Outs nicht die Dublin-III-Verordnung, dafür aufgrund eines Vertrags mit der Europäischen Union die Dublin-II-Verordnung.

## Ziele
Wie schon mit dem Dubliner Übereinkommen soll zum einen erreicht werden, dass jeder Person, die kein Unionsbürger ist und auf dem Gebiet der Vertragsstaaten einen Antrag auf internationalen Schutz (Asylantrag) stellt, die Durchführung eines Asylverfahrens garantiert wird. Zum anderen soll erreicht werden, dass bei mehreren Anträgen möglichst immer derselbe Staat für die inhaltliche Prüfung des Antrags zuständig ist. 

## Inhalt

### Garantie des Asylverfahrens
Das erste Ziel wird mit den Worten garantiert: „Die Mitgliedstaaten prüfen jeden Antrag auf internationalen Schutz, den ein Drittstaatsangehöriger oder Staatenloser im Hoheitsgebiet eines Mitgliedstaats einschließlich an der Grenze oder in den Transitzonen stellt.“

### Ermittlung des zuständigen Staates
Für das zweite Ziel wird ein zuständiger Staat nach bestimmten Kriterien ermittelt; das entsprechende Verfahren wird Dublin-Verfahren genannt und kann als ein Vorverfahren zum eigentlichen Asylverfahren betrachtet werden.
Für die Ermittlung des zuständigen Staates ist eine Prüfreihenfolge festgelegt. Besondere Berücksichtigung finden dabei der Schutz des Kindeswohls sowie der Einheit der Familie. Halten sich im Fall von unbegleiteten Minderjährigen bereits Familienangehörige in einem Dublin-Staat auf, so ist dieser Staat zuständig, soweit dies dem Kindeswohl entspricht. Im Falle von erwachsenen Asylsuchenden ist auf Wunsch der Betroffenen der Staat zuständig, in dem sich enge Verwandte aufhalten, die sich im Asylverfahren befinden oder denen bereits Schutz gewährt wurde. Hierauf wird wie folgt weiter geprüft: Besitzt die asylsuchende Person einen Aufenthaltstitel oder ein Visum, so ist der ausstellende Staat zuständig. Ist die Person von einem Drittstaat kommend irregulär in einen teilnehmenden Staat eingereist, so ist dieser Staat zuständig, wenn die irreguläre Einreise belegt werden kann. Dieses Kriterium kommt in der Praxis besonders häufig zur Anwendung, wobei für den Beleg besonders Einträge in der EURODAC-Datenbank relevant sind. Ist die Person legal visumsfrei in ein Land eingereist, so ist dieses Land zuständig. Schließlich ist bei einem sogenannten Flughafenverfahren das entsprechende Land zuständig. Lässt sich nach diesen Kriterien kein zuständiger Staat ermitteln, ist der erste teilnehmende Staat, in dem ein Asylantrag gestellt wurde, zuständig.

### Selbsteintrittsrecht
Es ist ferner ein Selbsteintrittsrecht vorhanden, nach dem sich ein Dublin-Staat für ein Asylverfahren für zuständig erklären kann, obwohl er an sich nicht zuständig wäre.

### Die Vermutung der adäquaten Behandlung der Asylbewerber
Die Verordnung geht, wie vom EuGH formuliert, davon aus, „dass alle daran beteiligten Staaten […] die Grundrechte beachten […] und dass die Mitgliedstaaten einander insoweit Vertrauen entgegenbringen dürfen.“ Deshalb darf die Vermutung gelten, „dass die Behandlung der Asylbewerber in jedem einzelnen Mitgliedstaat in Einklang mit den Erfordernissen der Charta sowie mit der Genfer Flüchtlingskonvention und der EMRK steht.“
Der EGMR und der EuGH haben jedoch bereits zur Zeit der Geltung der Dublin-II-Verordnung entschieden, dass diese Annahme nicht unwiderlegbar sein kann. Staaten können demnach verpflichtet sein zu prüfen, ob die Überstellung einer Person in einen anderen Dublin-Staat mit einer Verletzung des Verbots der Folter oder unmenschlicher oder erniedrigender Behandlung oder Strafe im Sinne von Artikel 3 EMRK bzw. Artikel 4 der Grundrechtecharta der EU einhergehen würde.
Entsprechend der erwähnten Gerichtsurteile zur Dublin-II-Verordnung und einem weiteren Urteil zur Dublin-II-Verordnung heißt es in Art. 3 Abs. 2 der Verordnung, die Prüfung der Kriterien werde fortgeführt, wenn „es sich als unmöglich [erweist], einen Antragsteller an den zunächst als zuständig bestimmten Mitgliedstaat zu überstellen, da es wesentliche Gründe für die Annahme gibt, dass das Asylverfahren und die Aufnahmebedingungen für Antragsteller in diesem Mitgliedstaat systemische Schwachstellen aufweisen, die eine Gefahr einer unmenschlichen oder entwürdigenden Behandlung im Sinne des Artikels 4 der EU-Grundrechtecharta mit sich bringen“ (Art. 3 Abs. 2 UA 1 S. 1 Dublin-III-VO). Wenn sodann keine Überstellung in einen Staat, der sich aus den Prüfkriterien ergibt oder in den ersten Mitgliedsstaat, in dem ein Antrag gestellt worden ist, vorgenommen werden, so wird der das Dublin-Verfahren durchführende Staat der zuständige Staat.

## Kompetenz der EU und Einbindung in die nationalen Rechtsordnungen
Die Europäische Union kann innerhalb der ihr mittels der EU-Verträge übertragenen Kompetenzen mittels Verordnungen unmittelbar geltendes eigenständiges Recht schaffen. Mittels Bestimmungen zur Übertragung von Hoheitsrechten in den nationalen Verfassungen und den EU-Verträgen ist dieses Recht dann in die nationalen Rechtsordnungen eingebunden und genießt dort Anwendungsvorrang vor jedem nationalen Recht, inklusive Verfassungsrecht. In Deutschland geschieht die Einbindung mittels Art. 23 Abs. 1 Satz 2 des Grundgesetzes.
Die Kompetenz der EU zum Erlass der Dublin-III-Verordnung ergibt sich aus Art. 78 des Vertrages über die Arbeitsweise der Europäischen Union.
Aufgrund des Anwendungsvorrangs von EU-Verordnungen hat die Dublin-III-Verordnung auch Vorrang vor den grundgesetzlichen Bestimmungen zum Asylrecht in Art. 16a des Grundgesetzes. Insbesondere kann damit die Drittstaatenregelung in Art. 16a Abs. 2 des Grundgesetzes nicht angewandt werden, wenn eine Person aus einem teilnehmenden Staat (also einem EU-Staat, Norwegen, Island, der Schweiz oder Liechtenstein) einreist.

## Vergleich mit Dublin II und dem Dubliner Übereinkommen

### Dublin II
Neben der oben genannten Neuregelung in Art. 3 weist die Dublin-III-Verordnung die folgenden Änderungen in Bezug auf die Dublin-II-Verordnung auf:
Hinsichtlich der Haftbedingungen und der Garantien für in Haft befindliche Personen gelten zwecks Absicherung der Verfahren für die Überstellung in den zuständigen Mitgliedstaat die Artikel 9, 10 und 11 der Aufnahmerichtlinie (Art. 28 Abs. 4 Dublin-III-Verordnung).
Der Rechtsschutz gegen inhaltlich fehlerhafte Überstellungsentscheidungen wurde, wie auch vom Europäischen Gerichtshof bekräftigt, durch die Dublin-III-Verordnung gestärkt.

### Dubliner Übereinkommen
Das Dubliner Übereinkommen ist ein eigenständiger völkerrechtlicher Vertrag, während die nachfolgenden Dublin-II- und Dublin-III-Verordnungen zum EU-Sekundärrecht gehören, welches auf Grundlage der EU-Verträge von der Europäischen Union geschaffen worden ist. Dementsprechend ist die Dublin-III-Verordnung wie auch schon die Dublin-II-Verordnung mittels Art. 23 Abs. 1 Satz 2 des Grundgesetzes und der EU-Verträge in die deutsche Rechtsordnung eingebunden, während das Dubliner Übereinkommen über ein entsprechendes Gesetz gem. Art. 59 Abs. 2 Satz 1 des Grundgesetzes in die deutsche Rechtsordnung eingebunden wurde. Damit hatte es im Gegensatz zu den Dublin-II- und Dublin-III-Verordnungen auch keinen Vorrang vor Verfassungsrecht. Durch Art. 16a Abs. 5 des Grundgesetzes wurde sichergestellt, dass die Drittstaatenregelung in Art. 16a Abs. 2 des Grundgesetzes einer Zuständigkeit für Asylverfahren nach dem Dubliner Übereinkommen nicht entgegensteht.

## Folgen
Durch die Beibehaltung des Dublin-Systems trifft die südlichen EU-Staaten (insbesondere Malta, Italien, Spanien und Griechenland, siehe auch Einwanderung über das Mittelmeer in die EU) sowie Ungarn (siehe auch Balkan-Route) eine höhere Belastung bezüglich der Bearbeitung von Asylverfahren als die nördlicheren Länder. Dies ist vor allem darauf zurückzuführen, dass das Kriterium der Ersteinreise nach Artikel 13 der Verordnung in der Praxis häufig zur Anwendung gelangt. Die Einführung eines Solidaritätsmechanismus lehnte Deutschland 2013 noch ab.
Bereits in der Debatte um die Reform der Dublin-II-Verordnung war darauf hingewiesen worden, dass im Fall einer Überlastung des Asylsystems eines Mitgliedstaates die Überstellung von Flüchtlingen dorthin problematisch würde. Die EU-Kommission hatte vorgeschlagen, in Fällen einer Überlastung des zuständigen Mitgliedstaates die Überstellung von Schutzsuchenden in diesen Staat auszusetzen. Dieser Vorschlag wurde jedoch abgelehnt; stattdessen beschlossen die EU-Innenminister im Januar 2012 (also noch vor der Dublin-III-Verordnung), einen Frühwarnmechanismus einzuführen, der frühzeitig Hinweise auf eine Überlastung einzelner nationaler Asylsysteme geben sollte, und zudem Vorsorgekapazitäten im Hinblick auf Asylkrisen zu entwickeln.
Nachdem Deutschland eines der Hauptzufluchtländer geworden war und die Flüchtlingszahlen dort stark zugenommen hatten, erhob der deutsche Innenminister – ohne das Dublin-Verfahren als solches in Frage zu stellen – im April 2015 die Forderung nach europaweiten Standards bei der Unterbringung von Flüchtlingen, einer Angleichung der Anerkennungsquoten, „politisch verabredeten Kriterien zur Rückführung“ sowie nach einer gerechteren Verteilung der Asylbewerber in Europa. Im August 2015 wurde die Forderung nach einer angemessenen Aufnahme und gerechten Verteilung der Flüchtlinge in Europa wiederholt. Zugleich wurde bekannt, dass Deutschland Syrer vorerst nicht mehr in die Länder überstelle, die den Antrag auf internationalen Schutz eigentlich bearbeiten müssten, sondern von dem Selbsteintrittsrecht nach Art. 17 der Dublin-III-Verordnung Gebrauch mache und den Antrag nun selbst bearbeite.
Deutschland konnte 2022 nur 458 von 70.000 „Dublin-Flüchtlingen“ in andere Mitgliedstaaten zurücküberstellen. Es gab in diesem Jahr 217.774 Erstanträge auf Asyl in Deutschland. Zu 49.834 dieser Anträge konnten Einträge im EURODAC-System gefunden werden. Etwa 50 % der Übernahmeersuchen wurde von den Mitgliedstaaten zugestimmt. Wenn ein Migrant sechs Monate nach Zustimmung noch nicht überstellt worden ist, geht die Zuständigkeit an Deutschland über.  In der  Dublin-Abteilung des BAMF sind derzeit 376,5 Vollzeitkräfte beschäftigt.

## Verfahrensprobleme
2017 beklagten österreichische Behörden, dass, sollte ein Dublin-Verfahren eingeleitet werden, etwa weil Personen aufgegriffen wurden, die in der EURODAC-Datenbank als Asylbewerber in einem anderen EU-Land erfasst sind, die Dauer eines solchen Verfahrens bei mehreren Wochen liege. Die aufgegriffenen Personen dürften aber nur 72 Stunden festgehalten werden. Der überwiegende Teil der Menschen setze sich nach der Freilassung ab, bevor das Dublin-Verfahren abgeschlossen sei.
Die Generalanwältin des Europäischen Gerichtshofes, Eleanor Sharpston, erklärte im Zusammenhang mit den Folgen der Flüchtlingskrise in Europa 2015, dass die Verordnung die „außergewöhnlichen Umstände eines Massenzustroms“ nicht vorsehe und die Staaten an europäischen Außengrenzen in eine Lage bringen könne, „in der sie nicht mehr imstande wären, ihren unions- und völkerrechtlichen Verpflichtungen nachzukommen“. Während der Flüchtlingskrise gestellte Anträge sollten daher – in Abweichung von den Dublin-III-Vorgaben – in dem Land bearbeitet werden, in dem sie zuerst gestellt wurden. Wenn Behörden an den EU-Außengrenzen den Flüchtlingen gestattet hätten, das Land zu durchqueren, liege dann kein „illegaler Grenzübertritt“ mehr im Sinne der Dublin-III-Verordnung vor.
Am 26. Juli 2017 bestätigte der EuGH, dass die Zuständigkeit eines Mitgliedstaates auch dann entstehen könne, wenn er die irreguläre Einreise von Asylsuchenden dulde. Dennoch können – nach Europarechtler Daniel Thym – die Personen, die 2015 und 2016 während der Flüchtlingskrise nach Nordeuropa wanderten, nicht in andere europäische Staaten zurückgeschickt werden, weil das innerhalb von drei Monaten nach ihrer Ankunft hätte geschehen müssen.
Insbesondere sagt die Verordnung: „Ein nach einer vollzogenen Abschiebung gestellter Antrag gilt als neuer Antrag, der ein neues Verfahren zur Bestimmung des zuständigen Mitgliedstaats auslöst.“ Die Zeitung Die Welt berichtete, dass bereits abgeschobene Migranten bei einer Rückkehr erneut ein komplettes Abschiebeverfahren durchlaufen müssten.
In Deutschland hat die Dublin-III-Verordnung Vorrang gegenüber der Drittstaatenregelung des Art. 16a Abs. 2 GG und dem nationalen Asylrecht mit dem § 18 AsylG. Eine Zurückweisung an einer Binnengrenze gilt ohne Absprache und Abkommen mit den jeweiligen Nachbarstaaten als unzulässig, da das europäische Recht ein Verfahren zur Rückübernahme vorsieht.
Im September 2024 forderte die Union als Opposition im Bundestag mit Verweis auf Artikel 78 Abs. 3 AEUV eine vorübergehende dreimonatige Rückweisung aller Flüchtlinge an der deutschen Grenze. In Artikel 78 Abs. 3 AEUV wird die Möglichkeit von „vorläufigen Maßnahmen“ für Mitgliedstaaten beschrieben, die sich „aufgrund eines plötzlichen Zustroms von Drittstaatsangehörigen“ in einer Notlage befinden. Diese Maßnahmen kann allerdings nur der Europäische Rat auf Vorschlag der Kommission erlassen. Ein deutscher Alleingang ist nicht möglich.
Österreich hatte im September 2015, zunächst auf Vorschlag des Europäischen Rates, Kontrollen an den Grenzen zu Ungarn und Slowenien eingeführt und diese eigenmächtig immer wieder verlängert, bis ein Urteil des EuGH vom 26. April 2022 (Rs. C-368/20) einen Verstoß gegen EU-Recht feststellte.